# Національний парк озера Мбуро
Національний парк озера Мбуро — національний парк, розташований в окрузі Кірухура в Уганді. Площа парку 260 км².
Національний парк Озера Мбуро розташований в 240 км по дорозі на захід від Кампали.  
Вперше охоронний статус Озеро Мбуро отримало в 1933 році, як контрольована мисливська територія, а в 1963 році була перетворена на заповідник. Регіон заселений скотарями Банянколе Багіма, які традиційно пасуть худобу.  Місцеве населення роками випасати свою худобу в заповіднику. У 1983 році озеро отримало статус національного парку.  

## Дика природа

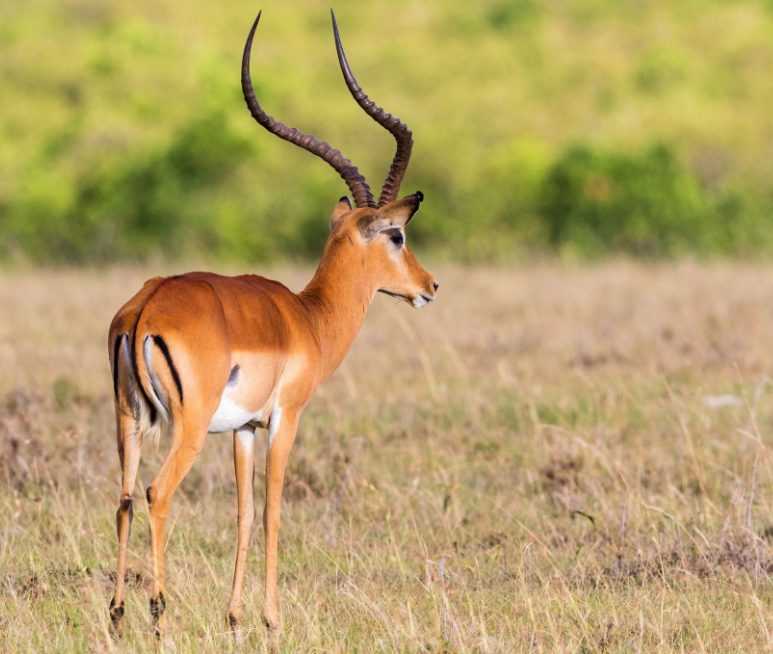
Імпала в національному парку озера Мбуро

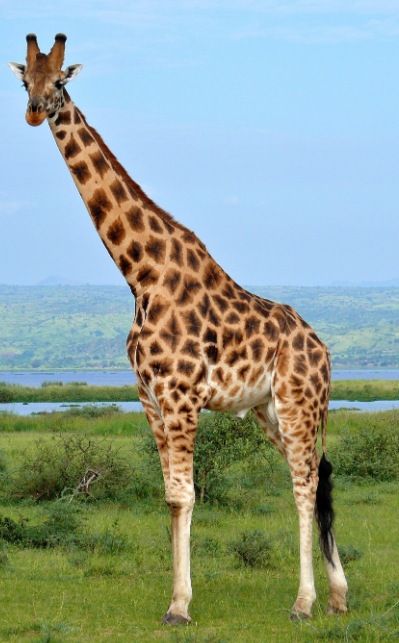
Жираф Ротшильда в Національному парку озера Мбуро

У парку водяться зебри, бегемоти, імпали, бородавочники, канни, африканські буйволи, бушбаки та понад 300 видів птахів. Також у парку зустрічаються такі жижі тварини, як леопарди, гієни, генети, африканські цивети, шакали та сервали. З 2015 року на берегах озера живуть жирафи Ротшильда. У 2005 році МСОП назвав охоронювану територію «охоронюваною територією левів», незважаючи на те, що леви тут більше не зустрічаються. Леви були знищені корінним населенням у 1980-х роках, але на початку 2015 року з’явилися повідомлення про те, що один лев блукав у районах Міріті, Кашара, Варукірі та Рвоньо. Оскільки місцеві жителі не бажали, щоб леви повернулися до озера було прийнято рішення, перемістили лева до зоопарку. Водночас керівництво парку висунуло ідею повернути левів у парк. Зрештою лев, який блукав територією, напав і поранив трьох людей, через що великий натовп розлюченої громади почав переслідувати тварину камінням і палицями. Управління охорони дикої природи Уганди прийняло рішення вбити тварину, оскільки громада була обурена, а ситуація стала небезпечною. Вважається, що він мігрував із заповідника Кагера в Танзанії. 

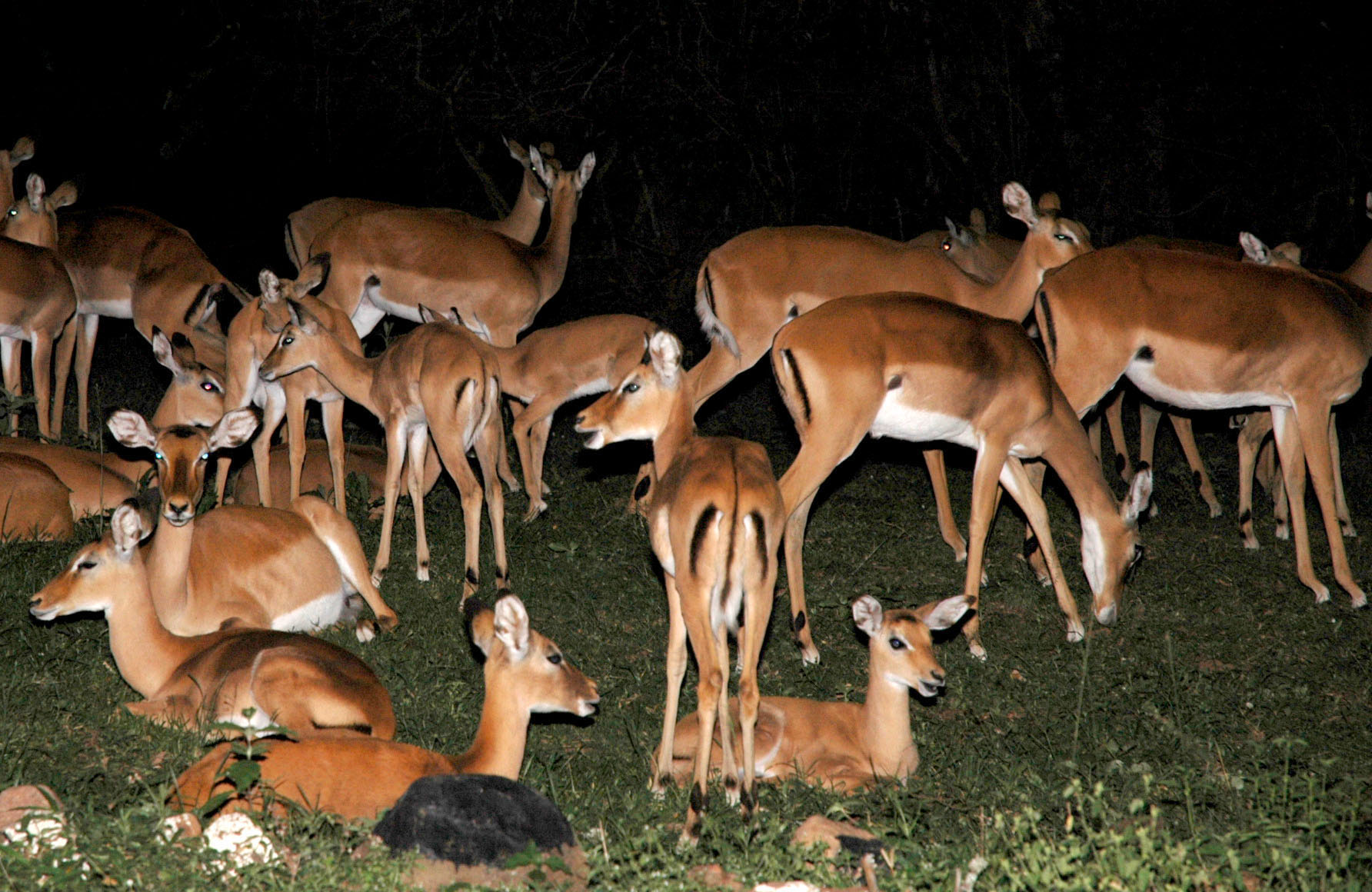
Імпали сплять вночі в національному парку озера Мбуро

Проблема, з якою стикаються травоїдні тварини в парку, полягає в змінах середовища існування. Більшість територій, які раніше були пасовищами в парку, перетворилися на бушвельд або ліси, оскільки інвазивні чагарникові види дерев такі, як Acacia hockii колонізували ці території, через порушення екологічного балансу. Акація, у свою чергу, захищає інші види чагарників та дерев, які ростуть швидше та густіше. Розширення заростей цих рослин змушує травоїдних тварин заселяти навколишні ранчо та приватні землі, через що селяни вважають тварин шкідниками. Уганда намагалася організувати ці території в контрольовані мисливські території, але власники землі не підтримують цю ідею.